# فرد ديفيس (سياسي)
فرد ديفيس هو سياسي كندي، ولد في 26 مارس 1868 في كندا، وتوفي في 24 يوليو 1945 في كالغاري في كندا. حزبياً، نشط في حزب كندا المحافظ والرابطة التقدمية المحافظة في ألبرتا ‏. وقد انتخب عضو الجمعية التشريعية ألبرتا وانتخب عضو مجلس العموم الكندي.